# Camarões nos Jogos Olímpicos de Verão de 1964
Camarões competiu nos Jogos Olímpicos pela primeira vez nos Jogos Olímpicos de Verão de 1964, em Tóquio, Japão.